# Кода, Андреа
Андреа Кода (итал. Andrea Coda; 25 апреля 1985, Масса) — итальянский футболист, защитник.

## Карьера
В детстве Кода побывал на просмотрах в клубах «Эмполи», «Фиорентина» и «Луккезе». К последнему он присоединился в сезоне 1998/99 и провёл три года в его молодёжной команде. В 2002 году он перешёл в «Эмполи», где через два года дебютировал в основном составе. В сезоне 2004/05 Кода стал игроком основного состава, сыграл 40 матчей, забил один гол и помог своему клубу выйти в Серию А. На следующий сезон Андреа оставался основным игроком команды.
В январе 2006 году 50 % прав на футболиста приобрёл «Удинезе» за 1 млн евро, при этом до конца сезона 2005/06 Кода продолжал выступать за «Эмполи», а к новому клубу присоединился следующим летом. В «Удинезе» молодому защитнику не удалось сразу стать игроком стартового состава, лишь через полгода он закрепился в команде. Летом 2007 года «Удинезе» окончательно выкупил контракт Андреа, дополнительно заплатив 1,315 млн евро. На протяжении семи сезонов Кода выступал за клуб из Удине, сыграл за него 132 матча в Серии А, также играл в Кубке УЕФА и Лиге Европы.
Несмотря на подписание в июне 2012 года нового пятилетнего контракта с «Удинезе» Кода вскоре потерял место в составе и трижды отправлялся в аренды: в «Парму» (2013), «Ливорно» (2013—2014) и «Сампдорию» (2015). В последнюю его отдали вместе с нападающим Луисом Мурьелем с обязательством последующего выкупа за 12 млн евро. Хотя Кода не смог пробиться в основной состав, с ним был подписан полноценный контракт до 2017 года.
Призывался в молодежную сборную Италии. Играл за олимпийскую сборную Италии на Олимпийских играх в Пекине